# Camptoscaphiella schwendingeri
Espèce
Camptoscaphiella schwendingeri est une espèce d'araignées aranéomorphes de la famille des Oonopidae.

## Distribution
Cette espèce est endémique de Thaïlande. Elle se rencontre dans les provinces de Chiang Rai et de Loei entre 1 120 et 1 230 m d'altitude.

## Description
Le mâle holotype mesure 1,47 mm.

## Étymologie
Cette espèce est nommée en l'honneur de Peter J. Schwendinger.

## Publication originale
- Baehr & Ubick, 2010 : A review of the Asian goblin spider genus Camptoscaphiella (Araneae, Oonopidae). American Museum novitates, no 3697, p. 1-65 (texte intégral).